# Corupția în Grecia
Corupția este o problemă în Grecia. Transparency International a declarat în 2012 că corupția a jucat un rol major în cauza crizei financiare grecești (deși criza însăși a fost declanșată de criza financiară globală din 2007-2008, iar economia Greciei s-a descurcat bine pentru cea mai mare parte a perioadei până la criza menționată mai sus). Evaziunea fiscală a fost descrisă de politicienii greci drept „un sport național” – până la 30 de miliarde de euro pe an rămânând neîncasați, conform unei estimări din 2012. O estimare din 2016 a indicat că între 11 și 16 miliarde EUR pe an nu pot fi colectați. Alte sume semnificative au fost neîncasate din cauza fraudei cu TVA (taxa pe vânzări) și a contrabandei. În 2016, OCDE, Grecia și Comisia Europeană au lansat un proiect pentru creșterea integrității și reducerea corupției în Grecia prin împuternicirea tehnică a autorităților elene pentru punerea în aplicare a Planului național de acțiune anticorupție (NACAP) al Greciei.
Corupția politică este recunoscută ca o problemă semnificativă de mulți observatori.
Eforturile anticorupție ale guvernului au fost evaluate ca fiind ineficiente, potrivit mai multor surse, fapt care a fost atribuit aplicării proaste a legislației anticorupție și ineficienței agențiilor anticorupție. Agențiile anticorupție au fost împiedicate de influența politică excesivă și de înlocuirea continuă a personalului. Implicarea recentă a oficialilor publici de rang înalt în cazuri de corupție a fost raportată în mass-media.

## Presupusa origine a corupției grecești
Comentatorii atât din interiorul cât și din afara Greciei au atribuit acest defect al culturii grecești unei gestionări proaste a Greciei otomane de către Imperiul Otoman. În Grecia ocupată de otomani, rezistența fiscală⁠(d) a devenit o formă de patriotism, și uneori o condiție pentru supraviețuire, în timp ce corupția a fost larg răspândită printre oficialii imperiului, mai ales în secolele ulterioare. Sistemele fiscale imobiliare și comerciale au fost lăsate în prăbușire.
Grecia a devenit independentă în 1830, dar corupția din Grecia modernă și rezistența de a plăti impozite către Imperiul Otoman este legată și de faptul că o parte din oficialii etnici greci ai imperiului (Kodjabashis⁠(d)) și-au păstrat pozițiile după independența Greciei și au stabilit modul în care a fost condusă țara. Imediat după independență, grecii au fost supuși unei sarcini fiscale grele cauzate de datoria acumulată în timpul războiului de independență, care s-a combinat cu sărăcia și devastările provocate de război. Evaziunea fiscală era, însă, o problemă mai mare în rândul oficialilor de rang înalt, care erau obișnuiți să fie necontrolați de otomani. Oficialii căutau să păstreze acest statut în statul grec.

## Amploarea evaziunii fiscale și a corupției grecești

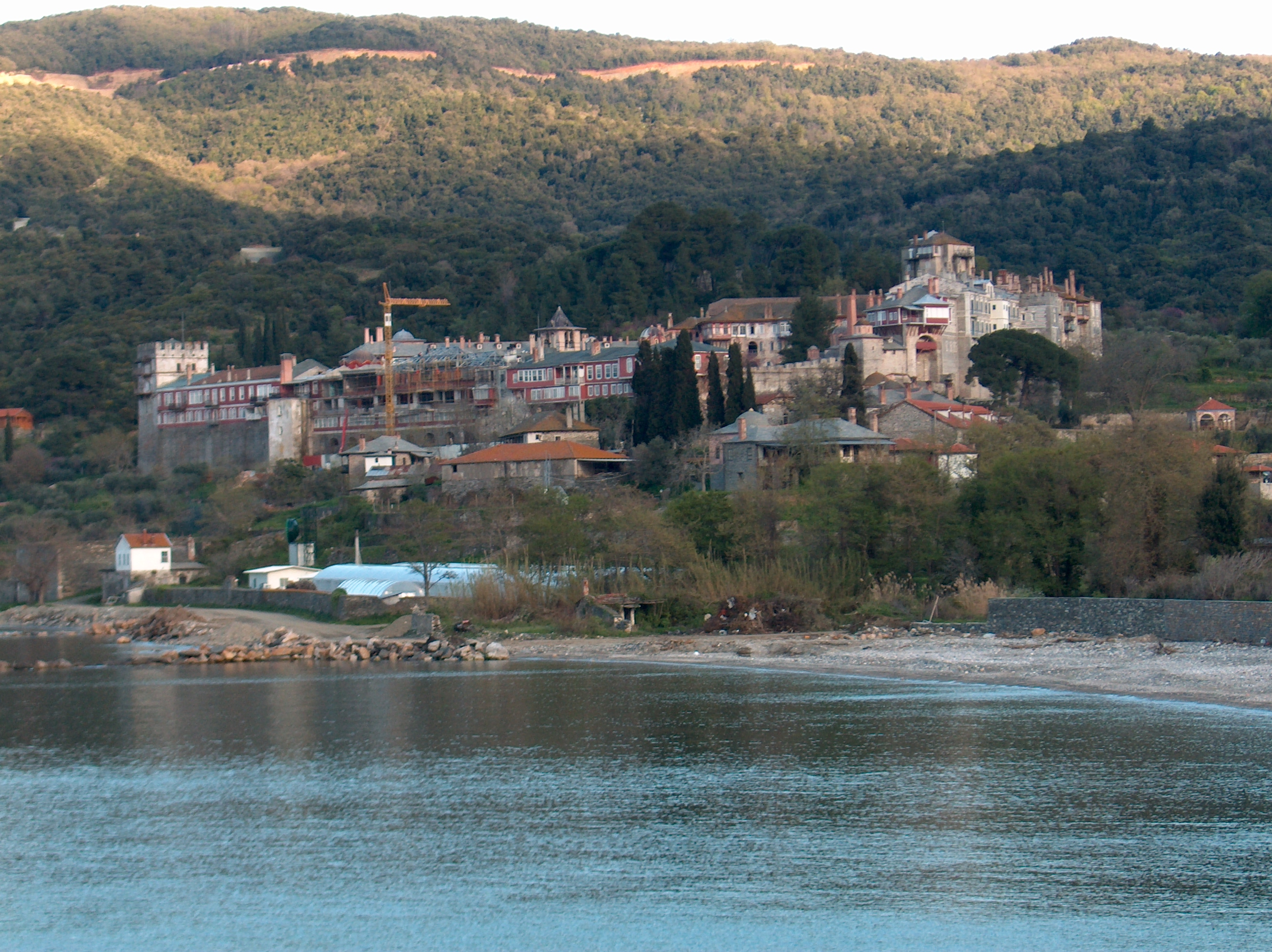
Mănăstirea Vatopedi, care datează din secolul al X-lea. Conducerea mănăstirii ar fi fost implicată în activități corupte, lucrând în colaborare cu oficiali corupți ai guvernului grec pentru a deturna fonduri guvernamentale.

| Țară           | Scor IPC 2008 (clasament mondial) |
| -------------- | --------------------------------- |
| Bulgaria       | 3,6 (72)                          |
| România        | 3,8 (70)                          |
| Polonia        | 4,6 (58)                          |
| Lituania       | 4,6 (58)                          |
| Grecia         | 4,7 (57)                          |
| Italia         | 4,8 (55)                          |
| Letonia        | 5,0 (52)                          |
| Slovacia       | 5,0 (52)                          |
| Ungaria        | 5,1 (47)                          |
| Republica Cehă | 5,2 (45)                          |
| Malta          | 5,8 (36)                          |
| Portugalia     | 6,1 (32)                          |